# Deusdedit (Kardinal)
Deusdedit  († 2. März 1099?) war ein Kardinal und ein bedeutender Kanonist in der Zeit des Reformpapsttums.

## Leben und Werk
Deusdedit stammte aus Aquitanien und wurde Benediktiner in Saint-Martin in Tulle. Seit 1078 war er cardinalis tituli sanctorum apostolorum in Eudoxia (heute San Pietro in Vincoli). Als Kardinalpriester war er der römischen Kirche eng verbunden und stand mit anderen führenden Kirchenmännern wie Anselm von Lucca und Gregor VII. in enger Verbindung.
Sein Hauptwerk, die Collectio canonum, ist eine umfangreiche Kanones-Sammlung. Deusdedit arbeitete mehrere Jahre daran, bevor er sie 1087 dem Papst Viktor III. und dem gesamten römischen Klerus widmete. Die Sammlung ist in dem Sinne römisch, dass sie die Rechte und den Besitz der römischen Kirche, des römischen Klerus (vor allem der Kardinaldiakone und -presbyter) und des Papstes ausführlich darstellt und rechtfertigt. Andere Rechtsgebiete sind nur knapp dargestellt oder fehlen (wie z. B. das Eherecht) vollständig. Nach Materialien, Inhalt und Tendenz hängt sie eng mit der ungefähr zeitgleich entstandenen Sammlung des Anselm von Lucca zusammen; im Vergleich zu dieser ist sie aber thematisch enger und schwerer zu benutzen. Deusdedits Sammlung wurde von relativ vielen anderen Kanonisten des späten 11. und frühen 12. Jahrhunderts benutzt, ist aber nur in einer mittelalterlichen Handschrift (Vat. lat. 3833) vollständig erhalten.
Außerdem schrieb Deusdedit eine Streitschrift gegen die Anhänger des Gegenpapstes Clemens III., den Libellus contra invasores et simoniacos et reliquos scismaticos, sowie Gedichte.

## Editionen
- Pio Martinucci: Deusdedit Presbyteri Cardinalis tituli Apostolorum in Eudoxia Collectio Canonum e codice Vaticano edita. Venedig 1869 (Digitalisat, zwar erster vollständiger Druck, aber unkritisch und fehlerhaft)
- Viktor Wolf von Glanvell: Die Kanonessammlung des Kardinals Deusdedit, Paderborn 1905 (Nachdruck Aalen 1967). Digitalisat. (Kritische, bis heute maßgebliche Edition; der angekündigte zweite Band ist nie erschienen.)
- Libelli de lite imperatorum et pontificum saeculis XI. et XII. conscripti. Teil 2. Herausgegeben von Ernst Dümmler, Friedrich Thaner, Ernst Sackur u. a. Hannover 1892, S. 292–365 (Monumenta Germaniae Historica, Digitalisat)
- Peter Christian Jacobsen: Die Carmina des Kardinals Deusdedit († 1098/99). Winter, Heidelberg 2002.

Deusdedits Sammlung wird nach der kritischen Ausgabe zitiert. Da diese allerdings eine in den Handschriften nicht belegte Kapitelzählung einführt und die handschriftliche nur in Klammern nennt, zitiert man üblicherweise nach Buch, Kapitel (laut Edition) und Kapitel (laut Handschriften), also z. B. „Deusdedit 1.109 (90) (ed. Wolf von Glanvell 83)“ für das in der Edition als 109., in den Handschriften als 90. gezählten Kapitel des ersten Buchs, das auf S. 83 der Edition zu finden ist (nämlich JK †320).